# Mustafa Çağatay
Mustafa Çağatay (ur. 1937, zm. 3 kwietnia 1989) – cypryjski polityk pochodzenia tureckiego, związany z Partią Jedności Narodowej, premier Cypru Północnego w latach 1978–1983.

## Życiorys
Urodził się w 1937 roku.
Sprawował urząd premiera Cypru Północnego od 12 grudnia 1978, kiedy to zastąpił na stanowisku Osmana Öreka, przez pięć lat do 13 grudnia 1983. Jego następcą został Nejat Konuk.
Mustafa Çağatay zmarł 3 kwietnia 1989 roku.